# Fromeréville-les-Vallons
Fromeréville-les-Vallons – miejscowość i gmina we Francji, w regionie Grand Est, w departamencie Moza.
Według danych na rok 1990 gminę zamieszkiwało 258 osób, a gęstość zaludnienia wynosiła 13 osób/km² (wśród 2335 gmin Lotaryngii Fromeréville-les-Vallons plasuje się na 789. miejscu pod względem liczby ludności, natomiast pod względem powierzchni na miejscu 176.).